# Campeonato Mundial de Halterofilismo de 2001
O Campeonato Mundial de Halterofilismo de 2001 foi a 71ª edição do campeonato de halterofilismo, organizado pela Federação Internacional de Halterofilismo (FIH), em Antália, na Turquia, entre 4 a 11 de novembro de 2001. Foram disputadas 15 categorias (8 masculino e 7 feminino), com a presença de 267 halterofilistas (153 masculino e 114 feminino) de 53 nacionalidades filiadas à Federação Internacional de Halterofilismo (FIH). Teve como destaque a Rússia com 19 medalhas no total, sendo 8 de ouro.

## Medalhistas

### Masculino
| Evento    | Ouro                              | Ouro     | Prata                                 | Prata    | Bronze                                | Bronze   |
| 56 kg     | 56 kg                             | 56 kg    | 56 kg                                 | 56 kg    | 56 kg                                 | 56 kg    |
| --------- | --------------------------------- | -------- | ------------------------------------- | -------- | ------------------------------------- | -------- |
| Arranque  | Halil Mutlu · Turquia             | 138,5 kg | William Vargas · Cuba                 | 127,5 kg | Wang Shin-yuan · Taipé Chinesa        | 122,5 kg |
| Arremesso | Halil Mutlu · Turquia             | 162,5 kg | Wang Shin-yuan · Taipé Chinesa        | 157,5 kg | Sergio Álvarez · Cuba                 | 150,0 kg |
| Total     | Halil Mutlu · Turquia             | 300,0 kg | Wang Shin-yuan · Taipé Chinesa        | 280,0 kg | William Vargas · Cuba                 | 277,5 kg |
| 62 kg     |                                   |          |                                       |          |                                       |          |
| Arranque  | Li Yinglong · China               | 142,5 kg | Nikolaj Pešalov · Croácia             | 137,5 kg | Henadzi Aliashchuk · Bielorrússia     | 137,5 kg |
| Arremesso | Henadzi Aliashchuk · Bielorrússia | 181,0 kg | Vladimir Rodríguez · Cuba             | 167,5 kg | Stefan Georgiev · Bulgária            | 167,5 kg |
| Total     | Henadzi Aliashchuk · Bielorrússia | 317,5 kg | Li Yinglong · China                   | 305,0 kg | Stefan Georgiev · Bulgária            | 302,5 kg |
| 69 kg     |                                   |          |                                       |          |                                       |          |
| Arranque  | Reyhan Arabacıoğlu · Turquia      | 155,0 kg | Yasin Arslan · Turquia                | 150,0 kg | Georgios Tzelilis · Grécia            | 150,0 kg |
| Arremesso | Galabin Boevski · Bulgária        | 190,0 kg | Georgios Tzelilis · Grécia            | 185,0 kg | Andrey Matveyev · Rússia              | 182,5 kg |
| Total     | Galabin Boevski · Bulgária        | 340,0 kg | Georgios Tzelilis · Grécia            | 335,0 kg | Reyhan Arabacıoğlu · Turquia          | 335,0 kg |
| 77 kg     |                                   |          |                                       |          |                                       |          |
| Arranque  | Plamen Zhelyazkov · Bulgária      | 165,0 kg | Nader Sufyan Abbas · Catar            | 162,5 kg | Mohammad Hossein Barkhah Irão         | 162,5 kg |
| Arremesso | Nader Sufyan Abbas · Catar        | 202,5 kg | Oleg Perepetchenov · Rússia           | 200,0 kg | Attila Feri · Hungria                 | 200,0 kg |
| Total     | Nader Sufyan Abbas · Catar        | 365,0 kg | Oleg Perepetchenov · Rússia           | 360,0 kg | Mohammad Hossein Barkhah Irão         | 360,0 kg |
| 85 kg     |                                   |          |                                       |          |                                       |          |
| Arranque  | Giorgi Asanidze · Geórgia         | 180,0 kg | Aliaksandr Anishchanka · Bielorrússia | 177,5 kg | Milen Dobrev · Bulgária               | 175,0 kg |
| Arremesso | Giorgi Asanidze · Geórgia         | 210,0 kg | Ernesto Quiroga · Cuba                | 210,0 kg | Aliaksandr Anishchanka · Bielorrússia | 207,5 kg |
| Total     | Giorgi Asanidze · Geórgia         | 390,0 kg | Aliaksandr Anishchanka · Bielorrússia | 385,0 kg | Milen Dobrev · Bulgária               | 382,5 kg |
| 94 kg     |                                   |          |                                       |          |                                       |          |
| Arranque  | Kourosh Bagheri Irão              | 185,0 kg | Nizami Pashayev · Azerbaijão          | 182,5 kg | Aleksander Karapetyan · Austrália     | 182,5 kg |
| Arremesso | Szymon Kołecki · Polónia          | 230,0 kg | Nizami Pashayev · Azerbaijão          | 222,5 kg | Kourosh Bagheri Irão                  | 222,5 kg |
| Total     | Kourosh Bagheri Irão              | 407,5 kg | Nizami Pashayev · Azerbaijão          | 405,0 kg | Szymon Kołecki · Polónia              | 402,5 kg |
| 105 kg    |                                   |          |                                       |          |                                       |          |
| Arranque  | Vladimir Smorchkov · Rússia       | 198,0 kg | Alexandru Bratan · Moldávia           | 190,0 kg | Ihor Razoronov · Ucrânia              | 187,5 kg |
| Arremesso | Bünyamin Sudaş · Turquia          | 235,0 kg | Ihor Razoronov · Ucrânia              | 230,0 kg | Alexandru Bratan · Moldávia           | 225,0 kg |
| Total     | Vladimir Smorchkov · Rússia       | 422,5 kg | Bünyamin Sudaş · Turquia              | 420,0 kg | Ihor Razoronov · Ucrânia              | 417,5 kg |
| +105 kg   |                                   |          |                                       |          |                                       |          |
| Arranque  | Jaber Saeed Salem · Catar         | 210,0 kg | Roman Meshcheryakov · Rússia          | 205,0 kg | Andrey Chemerkin · Rússia             | 200,0 kg |
| Arremesso | Jaber Saeed Salem · Catar         | 250,0 kg | Paweł Najdek · Polónia                | 250,0 kg | Andrey Chemerkin · Rússia             | 242,5 kg |
| Total     | Jaber Saeed Salem · Catar         | 460,0 kg | Roman Meshcheryakov · Rússia          | 445,0 kg | Andrey Chemerkin · Rússia             | 442,5 kg |

- — RECORDE MUNDIAL

### Feminino
| Evento    | Ouro                            | Ouro     | Prata                         | Prata    | Bronze                          | Bronze   |
| 48 kg     | 48 kg                           | 48 kg    | 48 kg                         | 48 kg    | 48 kg                           | 48 kg    |
| --------- | ------------------------------- | -------- | ----------------------------- | -------- | ------------------------------- | -------- |
| Arranque  | Gao Wei · China                 | 85,0 kg  | Remigia Arcila · Venezuela    | 77,5 kg  | Gema Peris · Espanha            | 75,0 kg  |
| Arremesso | Gao Wei · China                 | 105,0 kg | Blessed Udoh · Nigéria        | 100,0 kg | Chen Han-tung · Taipé Chinesa   | 95,0 kg  |
| Total     | Gao Wei · China                 | 190,0 kg | Blessed Udoh · Nigéria        | 175,0 kg | Chen Han-tung · Taipé Chinesa   | 170,0 kg |
| 53 kg     |                                 |          |                               |          |                                 |          |
| Arranque  | Li Feng-ying · Taipé Chinesa    | 95,0 kg  | Qiu Hongxia · China           | 92,5 kg  | Alexandra Escobar · Equador     | 90,0 kg  |
| Arremesso | Alexandra Escobar · Equador     | 115,0 kg | Li Feng-ying · Taipé Chinesa  | 115,0 kg | Qiu Hongxia · China             | 115,0 kg |
| Total     | Li Feng-ying · Taipé Chinesa    | 210,0 kg | Qiu Hongxia · China           | 207,5 kg | Alexandra Escobar · Equador     | 205,0 kg |
| 58 kg     |                                 |          |                               |          |                                 |          |
| Arranque  | Marieta Gotfryd · Polónia       | 95,0 kg  | Liu Bing · China              | 95,0 kg  | Aleksandra Klejnowska · Polónia | 92,5 kg  |
| Arremesso | Aleksandra Klejnowska · Polónia | 122,5 kg | Liu Bing · China              | 117,5 kg | Sunaina Anand · Índia           | 115,0 kg |
| Total     | Aleksandra Klejnowska · Polónia | 215,0 kg | Liu Bing · China              | 212,5 kg | Marieta Gotfryd · Polónia       | 202,5 kg |
| 63 kg     |                                 |          |                               |          |                                 |          |
| Arranque  | Xiao Ying · China               | 105,0 kg | Anastasia Tsakiri · Grécia    | 102,5 kg | Kuo Ping-chun · Taipé Chinesa   | 102,5 kg |
| Arremesso | Anastasia Tsakiri · Grécia      | 125,0 kg | Kuo Ping-chun · Taipé Chinesa | 125,0 kg | Xiao Ying · China               | 125,0 kg |
| Total     | Xiao Ying · China               | 230,0 kg | Anastasia Tsakiri · Grécia    | 227,5 kg | Kuo Ping-chun · Taipé Chinesa   | 227,5 kg |
| 69 kg     |                                 |          |                               |          |                                 |          |
| Arranque  | Valentina Popova · Rússia       | 115,0 kg | Eszter Krutzler · Hungria     | 110,0 kg | Svetlana Khabirova · Rússia     | 110,0 kg |
| Arremesso | Valentina Popova · Rússia       | 142,5 kg | Svetlana Khabirova · Rússia   | 140,0 kg | Eszter Krutzler · Hungria       | 130,0 kg |
| Total     | Valentina Popova · Rússia       | 257,5 kg | Svetlana Khabirova · Rússia   | 250,0 kg | Eszter Krutzler · Hungria       | 240,0 kg |
| 75 kg     |                                 |          |                               |          |                                 |          |
| Arranque  | Gyöngyi Likerecz · Hungria      | 116,0 kg | Aysel Özgür · Turquia         | 112,5 kg | Şule Şahbaz · Turquia           | 112,5 kg |
| Arremesso | Gyöngyi Likerecz · Hungria      | 140,0 kg | Cao Chunyan · China           | 135,0 kg | Kuo Yi-hang · Taipé Chinesa     | 135,0 kg |
| Total     | Gyöngyi Likerecz · Hungria      | 255,0 kg | Şule Şahbaz · Turquia         | 247,5 kg | Cao Chunyan · China             | 242,5 kg |
| +75 kg    |                                 |          |                               |          |                                 |          |
| Arranque  | Albina Khomich · Rússia         | 127,5 kg | Agata Wróbel · Polónia        | 125,0 kg | Helen Idahosa · Nigéria         | 117,5 kg |
| Arremesso | Albina Khomich · Rússia         | 155,0 kg | Viktória Varga · Hungria      | 150,0 kg | Agata Wróbel · Polónia          | 150,0 kg |
| Total     | Albina Khomich · Rússia         | 282,5 kg | Agata Wróbel · Polónia        | 275,0 kg | Chen Hsiao-lien · Taipé Chinesa | 262,5 kg |

- — RECORDE MUNDIAL

## Quadro de medalhas
Quadro de medalhas no total combinado
| Ordem | País          | Medalha de ouro | Medalha de prata | Medalha de bronze | Total |
| ----- | ------------- | --------------- | ---------------- | ----------------- | ----- |
| 1     | Rússia        | 3               | 3                | 1                 | 7     |
| 2     | China         | 2               | 3                | 1                 | 6     |
| 3     | Catar         | 2               | 0                | 0                 | 2     |
| 4     | Turquia       | 1               | 2                | 1                 | 4     |
| 5     | Taipé Chinesa | 1               | 1                | 3                 | 5     |
| 6     | Polónia       | 1               | 1                | 2                 | 4     |
| 7     | Bielorrússia  | 1               | 1                | 0                 | 2     |
| 8     | Bulgária      | 1               | 0                | 2                 | 3     |
| 9     | Hungria       | 1               | 0                | 1                 | 2     |
| 9     | Irão          | 1               | 0                | 1                 | 2     |
| 11    | Geórgia       | 1               | 0                | 0                 | 1     |
| 12    | Grécia        | 0               | 2                | 0                 | 2     |
| 13    | Azerbaijão    | 0               | 1                | 0                 | 1     |
| 13    | Nigéria       | 0               | 1                | 0                 | 1     |
| 15    | Cuba          | 0               | 0                | 1                 | 1     |
| 15    | Equador       | 0               | 0                | 1                 | 1     |
| 15    | Ucrânia       | 0               | 0                | 1                 | 1     |
| Total | Total         | 15              | 15               | 15                | 45    |

Quadro de medalhas nos levantamentos + total combinado
| Ordem | País          | Medalha de ouro | Medalha de prata | Medalha de bronze | Total |
| ----- | ------------- | --------------- | ---------------- | ----------------- | ----- |
| 1     | Rússia        | 8               | 6                | 5                 | 19    |
| 2     | China         | 6               | 7                | 3                 | 16    |
| 3     | Turquia       | 5               | 4                | 2                 | 11    |
| 4     | Catar         | 5               | 1                | 0                 | 6     |
| 5     | Polónia       | 4               | 3                | 4                 | 11    |
| 6     | Hungria       | 3               | 2                | 3                 | 8     |
| 7     | Bulgária      | 3               | 0                | 4                 | 7     |
| 8     | Geórgia       | 3               | 0                | 0                 | 3     |
| 9     | Taipé Chinesa | 2               | 4                | 7                 | 13    |
| 10    | Bielorrússia  | 2               | 2                | 2                 | 6     |
| 11    | Irão          | 2               | 0                | 3                 | 5     |
| 12    | Grécia        | 1               | 4                | 1                 | 6     |
| 13    | Equador       | 1               | 0                | 2                 | 3     |
| 14    | Cuba          | 0               | 3                | 2                 | 5     |
| 15    | Azerbaijão    | 0               | 3                | 0                 | 3     |
| 16    | Nigéria       | 0               | 2                | 1                 | 3     |
| 17    | Ucrânia       | 0               | 1                | 2                 | 3     |
| 18    | Moldávia      | 0               | 1                | 1                 | 2     |
| 19    | Croácia       | 0               | 1                | 0                 | 1     |
| 19    | Venezuela     | 0               | 1                | 0                 | 1     |
| 21    | Austrália     | 0               | 0                | 1                 | 1     |
| 21    | Índia         | 0               | 0                | 1                 | 1     |
| 21    | Espanha       | 0               | 0                | 1                 | 1     |
| Total | Total         | 45              | 45               | 45                | 135   |

## Classificação por equipe
| Posição | Equipe     | Pontos |
| ------- | ---------- | ------ |
| 1       | Rússia     | 523    |
| 2       | Turquia    | 476    |
| 3       | Bulgária   | 462    |
| 4       | Polónia    | 360    |
| 5       | Hungria    | 324    |
| 6       | Azerbaijão | 316    |

| Posição | Equipe        | Pontos |
| ------- | ------------- | ------ |
| 1       | China         | 455    |
| 2       | Rússia        | 426    |
| 3       | Turquia       | 423    |
| 4       | Taipé Chinesa | 415    |
| 5       | Grécia        | 336    |
| 6       | Hungria       | 327    |

## Participantes
Um total de 267 halterofilistas de 53 nacionalidades participaram do evento.
| - Albânia (2) - Argélia (2) - Armênia (6) - Austrália (2) - Áustria (2) - Azerbaijão (8) - Bielorrússia (4) - Bélgica (1) - Bulgária (10) - Camarões (3) - Canadá (8) - Chile (1) - China (11) - Taipé Chinesa (7) - Colômbia (9) - Croácia (2) - Cuba (4) - Chéquia (3) | - Dinamarca (1) - Equador (1) - Egito (2) - Estónia (1) - Finlândia (5) - França (2) - Geórgia (4) - Alemanha (5) - Grã-Bretanha (14) - Grécia (11) - Hungria (14) - Índia (10) - Irão (4) - Iraque (2) - Israel (4) - Cazaquistão (6) - México (8) - Moldávia (3) | - Mongólia (1) - Países Baixos (1) - Nova Zelândia (2) - Nigéria (5) - Polónia (10) - Catar (3) - Roménia (3) - Rússia (15) - Eslováquia (2) - Coreia do Sul (2) - Espanha (9) - Suécia (2) - Suíça (2) - Turquia (15) - Ucrânia (6) - Estados Unidos (1) - Venezuela (6) |